# 무가당
무가당(舞歌黨)은 YG 엔터테인먼트 소속으로 2006년 데뷔한 대한민국의 혼성 4인조 힙합 댄스 그룹이다. 
- 그룹명은 춤출 무(舞), 노래할 가(歌), 무리 당(黨)으로서 춤추고 노래하는 무리들의 뜻을 가지고 있다.

- 멤버는 송백경, 이은주, 김우근, Phryme으로 구성되어 있다.
- 대표곡은 "노세 놀아보세", "오에오"가 있다.

## 역사
- 2005년 12월 30일 오진환의 군입대로 1TYM이 공식적으로 잠정 해체를 한 후, 멤버들은 각자의 활동을 위해 일단 흩어졌다.

- 이 중에서 송백경은 솔로 앨범보다는 팀을 준비하려는 생각을 하고 사람들을 모았는데, 스위티의 해체 이후 솔로 앨범을 준비 중이던 이은주와 바운스의 멤버였던 김우근, 그리고 당시 연기 및 VJ로 활동을 하고 있던 Prhyme이 낙점되었다.

- 1TYM의 잠정 해체 소식을 알리면서 공식적으로 무가당에 대한 첫 얘기를 한 양현석은, 이때까지 1TYM의 힙합적인 음악 색깔 때문에 펑키한 음악 성향을 잘 드러내지 못했던 송백경의 스타일을 한껏 표현할 수 있는 그룹으로 기대한다고 말하였다.

- 이들의 데뷔는 2006년 8월 이루어졌으며, 음악 활동 외에 친한친구 등의 프로그램 고정 게스트로 활동하였다.
- 또 거침없이 하이킥!의 OST를 맡아 더욱 인지도를 쌓기도 하였다.

- 2008년 6월 이후로는 활동을 쉬고 있으며, 이은주의 솔로 앨범이 계획 중이라 발표된 바 있으나 아직 소식은 없다.

- 특히, 이은주가 아이를 출산한 상태라 그룹의 활동 재개는 불투명해보인다.

## 디스코그래피
- 2006년 8월 10일 무가당 (싱글)
- 2007년 7월 19일 오에오 (디지털 싱글)

## 멤버들의 전 활동
- 양현석이 이 그룹을 처음 소개하면서 "사연이 많은 그룹"으로 소개했을 만큼, 그룹의 멤버들은 과거 활동 경력이 많다.

- 송백경은 1TYM의 랩 파트와 1TYM 내외에서의 프로듀싱, 그리고 더블 임팩트 등의 라디오 방송 진행을 하였다.

- 이은주는 스위티로 데뷔하여 어느 정도 활동하였으나 나머지 두 멤버의 사정으로 그룹이 해체된 후, 솔로 앨범을 준비하였다.

- 이 앨범은 무가당 활동과 함께 계속 작업 중이다.

- 김우근은 양현석과 싸이의 공동 투자로 데뷔한 듀오 바운스로 활동하였으나 저조한 성적을 거두었다.

- Prhyme은 Soul Food의 멤버로 언더그라운드에서 활동하였으며, 그룹 해체 후 MC 몽의 앨범에 피쳐링하는 등 간간히 음악 작업을 하였다.

- 또 불새 등에 출연하는 등 연기자로서도 활동하였다.